# Your Name. (film)
Your Name. (Japans: 君の名は。, Romaji: Kimi no Na wa.) is een Japanse animatiefilm uit 2016 die werd geschreven en geregisseerd door Makoto Shinkai. De dramafilm werd geproduceerd door Noritaka Kawaguchi en Genki Kawamura, met muziek van Radwimps.
Een maand voor de filmpremière kwam een romanadaptatie van de film uit geschreven door Shinkai.
Your Name. werd begin 2017 de meest succesvolle animefilm aller tijden, en haalde hiermee het succes van Hayao Miyazaki's Spirited Away in. In 2020 werd de film ingehaald door Demon Slayer: Mugen Train als meeste succesvolste animefilm en meeste succesvolste Japanse film.

## Verhaal
De film gaat over Mitsuha en Taki die 's nachts een gedaanteverwisseling ondergaan. Ze leven twee compleet verschillende levens. Mitsuha is een jongedame op de middelbare school in een plattelandsdorp in de bergen, waar haar vader de burgemeester is. Mitsuha vindt het platteland maar saai, haar grootste droom is een leven in de grote stad. Taki, ook een student op de middelbare school, leeft in het centrum van Tokio, en houdt zich veel bezig met architectuur.
Op een dag komen beide erachter dat er 's nachts een gedaanteverwisseling heeft plaatsgevonden, en ze zich nu in een ander lichaam bevinden. Taki en Mitsuha communiceren met elkaar via briefjes en aantekeningen in hun mobiele telefoon, en helpen elkaar met relaties en populariteit op school.
Nadat Taki weer in zijn eigen lichaam zit, besluit hij Mitsuha op te zoeken. Een restauranteigenaar herkent Taki's schets van het dorp Itomori, en vertelt dat het is vernietigd door de inslag van een komeet. Taki komt erachter dat het leven van Mitsuha zich drie jaar geleden heeft afgespeeld, en dat zij het niet heeft overleefd.
Taki probeert contact te leggen met Mitsuha om haar te waarschuwen voor de komeetinslag. Dit lukt en zij probeert met haar vrienden Tessie en Sayaka het dorp te evacueren. Uiteindelijk slaat de komeet toch in, en vernietigt het complete dorp. Taki wordt de volgende ochtend wakker, en herinnert zich niets meer van de gebeurtenissen.
Vijf jaar later komt Taki erachter dat de inwoners van Itomori de ramp toch hebben overleefd dankzij de burgemeester. Op een dag herkennen Taki en Mitsuha elkaar wanneer hun treinen passeren. Ze stappen beiden uit bij de volgende halte en vragen om elkaars naam.

## Personages
| Naam                           | Japanse stem       |
| ------------------------------ | ------------------ |
| Taki Tachibana                 | Ryunosuke Kamiki   |
| Mitsuha Miyamizu               | Mone Kamishiraishi |
| Miki Okudera                   | Masami Nagasawa    |
| Hitoha Miyamizu                | Etsuko Ichihara    |
| Katsuhiko "Tessie" Teshigawara | Ryo Narita         |
| Sayaka Natori                  | Aoi Yūki           |

## Uitgave
De film ging in prèmiere op de 2016 Anime Expo-conferentie in Los Angeles, California op 3 juli 2016 en werd later in Japan op 26 augustus 2016 in de cinema uitgebracht.
In Nederland werd de film eerst uitgebracht via een publiekspremière op 29 oktober 2017 en daarna op 2 november 2017. De film was op 29 november 2017 in Nederlandstalige cinemas in België uitgebracht.
In Nederland en Vlaanderen wordt Your Name. op Blu-ray en dvd uitgebracht op 9 maart 2018.

## Gewonnen prijzen
- Nikkan Sports Film Award: beste regisseur (2016)
- Internationaal filmfestival van Tokio: Arigatō Award (2016)
- Filmfestival van Sitges: beste animatiefilm (2016)
- Mainichi Film Concours: beste animatiefilm (2017)
- Blue Ribbon Award: speciale prijs (2017)
- Japan Academy Prize: uitmuntende animatie en scenario van het jaar (2017)

## Trivia
- Wereldwijd bracht de film 355 miljoen dollar op.[1]